# José Manuel Flores

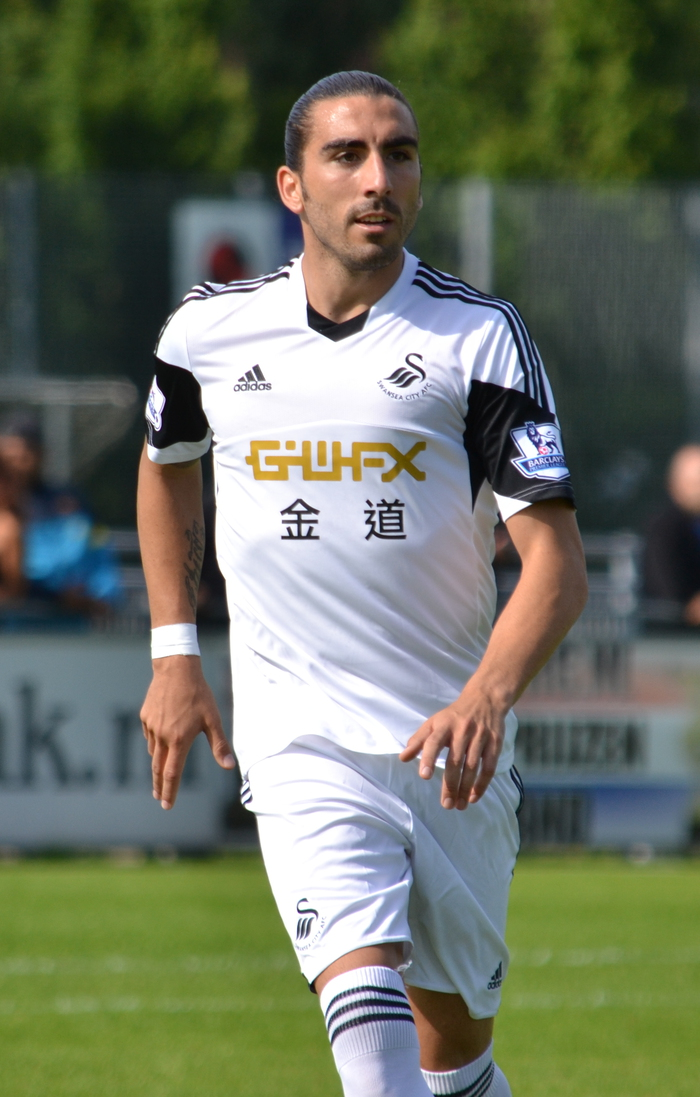
Chico in actie voor Swansea City

José Manuel Flores Moreno (Cádiz, 6 maart 1987), voetbalnaam Chico, is een Spaans voetballer. Hij tekende in september 2017 bij Granada CF, dat hem transfervrij overnam van Lekhwiya Sports Club.
Chico speelde tot 2007 in de jeugdelftallen van Cádiz CF. In 2007 werd hij voor een half jaar verhuurd aan Racing Club Portuense. In januari 2008 volgde een nieuwe verhuurperiode, ditmaal bij FC Barcelona. Op 3 februari 2008 debuteerde Chico voor Barça B in de Tercera División tegen CE Mataró. Met dit team werd hij 2008 kampioen van de Tercera División Grupo 5. In juli 2008 vertrok Chico naar Almería CF. Na twee jaar stapte hij over naar het Italiaanse Genoa CFC. Na het seizoen 2011-2012 op huurbasis voor Mallorca gespeeld te hebben, tekende hij in de zomer van 2012 bij het Britse Swansea City. Met de club won hij in 2013 de League Cup. In augustus 2014 verruide Chico Swansea City voor Lekhwiya Sports Club. Hij speelde in drie seizoenen 60 wedstrijden en werd tweemaal landskampioen. In september 2017 ging hij aan de slag bij Granada CF. 

## Statistieken
| seizoen    | club                  | land   | competitie                 | wed. | goals |
| ---------- | --------------------- | ------ | -------------------------- | ---- | ----- |
| 2007/08    | Racing Club Portuense | Spanje | Segunda División B Grupo 4 | 19   | 3     |
| 2007/08    | FC Barcelona B        | Spanje | Tercera División Grupo 5   | 10   | 1     |
| 2008/09    | Almería CF            | Spanje | Primera División           | 20   | 1     |
| 2009/10    | Almería CF            | Spanje | Primera División           | 27   | 0     |
| 2010/11    | Genoa CFC             | Italië | Serie A                    | 15   | 0     |
| 2011/12    | Mallorca              | Spanje | Primera División           | 33   | 0     |
| 2012/13    | Swansea City          | Wales  | Premier League             | 26   | 0     |
| 2013/14    | Swansea City          | Wales  | Premier League             | 31   | 3     |
| 2014/15    | Lekhwiya SC           | Qatar  | Qatari League              | 31   | 3     |
| Bijgewerkt | 04-04-2015            |        |                            |      |       |